# Lophodonta
Lophodonta is een geslacht van vlinders van de familie tandvlinders (Notodontidae).

## Soorten
- L. angulosa Abbott & Smith, 1797
- L. ferruginea Packard, 1864